# 2AM
2AM est un groupe sud-coréen. Il est l'un des deux groupes issus de la séparation du boys band One Day, normalement constitué de 11 membres. Le groupe est composé de quatre membres alors que le second groupe, 2PM, en a six. Ils font partie de Big Hit Entertainment et de JYP Entertainment.
Ils débutentt officiellement le 11 juillet 2008 sur le Music Bank de KBS, avec leur chanson 이노래. Ils remportent leur premier Mutizen sur Inkigayo le 7 février 2010 avec 죽어도 못 보내.

## Histoire

### Formation
Entre janvier et février 2008, les membres des futurs 2AM et 2PM (à l'exception de Changmin, alors en train d'effectuer son service militaire), ainsi que trois autres stagiaires de JYP Entertainment, participent à la série télé-réalité Hot Blood passant sur Mnet, une chaîne musicale sud-coréenne.
L'émission, qui prend la forme d'une suite d'épreuves physiques, doit permettre aux téléspectateurs de choisir, par un vote organisé en fin de série, quels stagiaires feront leur début dans l'industrie. Dix stagiaires sur treize sont d'abord retenus, pour former le groupe Oneday ; il est ensuite subdivisé pour former les sous-groupes 2AM et 2PM. Tout d'abord éliminé, Jinwoon trouve néanmoins une place dans le groupe au départ du stagiaire Im Daehun de la compagnie, la même année. Changmin entre à JYP Entertainment en avril 2008 à l'issue de son service, et y fait son début commercial en tant que membre du groupe 2AM trois mois plus tard.

### Débuts et succès international (2008–2014)
Le groupe fait ses débuts en juillet 2008, avec leur premier single 이노래. Il est suivi un an plus tard par Time for Confession en mars 2009. Leur premier EP Can't Let You Go Even If I Die, sort le 21 janvier 2010. En juin et juillet 2010, ils font certaines premières parties du groupes Wonder Girls. Le 26 octobre 2010, le groupe sort son premier album studio Saint o'Clock. Après le succès de leur album coréen, le groupe sort une édition japonaise de Saint o'Clock en novembre 2011.'
Le 12 mars 2012, le groupe sort son deuxième EP, F.Scott Fitzgerald's Way of Love. Ils effectuent une tournée au Japon en janvier 2012. Le 11 avril 2012, 2AM sort son second single japonais You Wouldn't Answer My Calls, le titre entre directement à la 4e place dans les charts. Ils effectuent la même année une tournée en Asie, passant notamment par Hong Kong, Taïwan ou encore la Malaisie.
Leur premier album studio japonais Voice, sort le 9 janvier 2013. Le 5 mars 2013, le groupe sort son second album coréen complet One Sring Day.
Leur 3e EP Nocturne sort en novembre 2013. La même année Jo Kwon, Seulong et Jinwoon quittent Big Hit Entertainment et retournent chez JYP qui les avait formés. Changmin, lui, reste chez Big Hit.

### Pause et services militaires (2015–2020)
En mars 2015, Seulong et Jinwoon quittent JYP Entertainment, et Changmin quitte à son tour l'agence en août de la même année. Cependant, JYP annonce que le groupe continuera à se produire.
Enfin en septembre 2017, Jo Kwon quitte lui aussi JYP. Les membres annoncent cependant qu'ils peuvent toujours se produire sous le nom de 2AM. Le 28 novembre 2017, Seulong entame son service militaire. Jo Kwon, s'engage à son tour en août 2018. Enfin, Jinwoon est le dernier à s'engager en mars 2019, Changmin ayant terminé son service en 2008.

### Retour et tournée (depuis 2021)
Après plusieurs spéculations et des dates repoussées, le groupe fait son retour avec son 4e EP Ballad 21 F/W, le 1 novembre 2021,.
Le groupe sort un nouveau single en janvier 2024 : If You Change Your Mind. Le 20 octobre 2024, le groupe annonce une tournée coréenne pour la fin de l'année.

## Membres
| Nom de scène     | Nom de scène | Nom de naissance | Nom de naissance | Date de naissance |
| Romanisé         | Coréen       | Romanisé         | Coréen           | Date de naissance |
| ---------------- | ------------ | ---------------- | ---------------- | ----------------- |
| Changmin         | 창민         | Lee Chang-min    | 이창민           | 1er mai 1986      |
| Seulong          | 슬옹         | Im Seulong       | 임슬옹           | 11 mai 1987       |
| Jo Kwon (leader) | 조권         | Jo Kwon          | 조권             | 28 août 1989      |
| Jinwoon          | 진운         | Jung Jinwoon     | 정진운           | 2 mai 1991        |

## Discographie

### Singles
| Single # | Information | Tracklisting                                                                                                |
| -------- | --- | --- |
| 1er      | 1er album single - Titre : 이노래 - Format : CD - Date de parution : 21 juillet 2008 - Langue : Coréen - Label : Cube Entertainment               | 1. 이노래 2. 아니라기에 3. 어떡하죠 4. 이노래 (Inst.) 5. 아니라기에 (Inst.)                                 |
| 2e       | 2e album single - Titre : 2AM : Time For Confession - Format : CD - Date de parution : 23 mars 2009 - Langue : Coréen - Label : JYP Entertainment | 1. 친구의 고백 2. Lost 3. 일단 돌아서지만 4. 친구의 고백 (Inst.) 5. Lost (Inst.) 6. 일단 돌아서지만 (Inst.) |

### EP
| #   | Information | Titres |
| --- | --- | --- |
| 1   | 1er EP - Titre : 2AM : 죽어도 못 보내 - Format : CD - Date de parution : 21 janvier 2010 - Langue : Coréen - Label : Big Hit Entertainment    | 1. Intro 2. 죽어도 못 보내 (Can't Let You Go Even If I Die) 3. 웃어 줄 수가 없어서 미안하다 (I’m Sorry I Can’t Laugh For You) 4. I Love You (feat. Baek Chan, Joo Hee of 8eight) 5. 그녀에게 (To Her) (feat. Chansung of 2PM) 6. 웃는다 (Laugh) (Outro) |
| 1.5 | 1er EP (Repackaged) - Titre : 잘못했어 - Format : CD, DVD - Date de parution : 18 mars 2010 - Langue : Coréen - Label : Big Hit Entertainment | 1. Prologue 2. 잘못했어 (I Was Wrong) 3. 어떡하죠 (What Do I Do) 4. 아니라기에 (Not Because) 5. 일단 돌아서지만 (Although You've Turned Around Now) 6. Lost 7. 죽어도 못보내 (Can't Let You Go Even If I Die) 8. 웃어 줄 수 없어서 미안하다 (I’m Sorry I Can’t Laugh For You) 9. I Love You (feat. Baek Chan, Joo Hee of 8eight) 10. 그녀에게 (To Her) (feat. Chansung of 2PM) 11. Epilogue (웃는다) (Laugh) |